# Enlinia arborea
Enlinia arborea är en tvåvingeart som beskrevs av Robinson 1975. Enlinia arborea ingår i släktet Enlinia och familjen styltflugor.
Artens utbredningsområde är Dominica. Inga underarter finns listade i Catalogue of Life.